# Mazury (Silésie)
Pour les articles homonymes, voir Mazury.
Mazury est une localité polonaise de la gmina de Poczesna, située dans le powiat de Częstochowa en voïvodie de Silésie.